# Black Rock (Arkansas)
Black Rock es una ciudad en el Condado de Lawrence, Arkansas, Estados Unidos. Para el censo de 2000 la población era de 717 habitantes.

## Geografía
Black Rock se localiza a 36°6′28″N 91°5′56″O / 36.10778, -91.09889. Según la Oficina del Censo de los Estados Unidos, la ciudad tiene un área de 8,9 km², de los cuales 8,5 km² corresponde a tierra y 0,4 km² a agua (4,37%).

## Demografía
Para el censo de 2000, había 717 personas, 284 hogares y 199 familias en la ciudad. La densidad de población era 80,6 hab/km². Había 334 viviendas para una densidad promedio de 39,3 por kilómetro cuadrado. De la población 99,02% eran blancos, 0,14% amerindios y 0,84% de dos o más razas. 0,28% de la población eran hispanos o latinos de cualquier raza.
Se contaron 284 hogares, de los cuales 30,6% tenían niños menores de 18 años, 56,0% eran parejas casadas viviendo juntos, 11,3% tenían una mujer como cabeza del hogar sin marido presente y 29,9% eran hogares no familiares. 28,2% de los hogares eran un solo miembro y 12,7% tenían alguien mayor de 65 años viviendo solo. La cantidad de miembros promedio por hogar era de 2,52 y el tamaño promedio de familia era de 3,08.
En la ciudad la población está distribuida en 27,5% menores de 18 años, 7,1% entre 18 y 24, 24,0% entre 25 y 44, 26,8% entre 45 y 64 y 14,6% tenían 65 o más años. La edad media fue 38 años. Por cada 100 mujeres había 98,1 varones. Por cada 100 mujeres mayores de 18 años había 95,5 varones.
El ingreso medio para un hogar en la ciudad fue de $22.407 y el ingreso medio para una familia $26.917. Los hombres tuvieron un ingreso promedio de $23.646 contra $16.806 de las mujeres. El ingreso per cápita de la ciudad fue de $11.731. Cerca de 19,1% de las familias y 19,4% de la población estaban por debajo de la línea de pobreza, 19,5% de los cuales eran menores de 18 años y 20,9% mayores de 65.